# Moulin-cavier de Gasté
Le moulin-cavier de Gasté est un moulin situé à Grézillé, en France.

## Localisation
Le moulin est situé dans le département français de Maine-et-Loire, sur la commune de Grézillé.

## Historique
L'édifice est inscrit au titre des monuments historiques en 1999.